# Irisin
Irisin ist ein körpereigener Botenstoff (Zytokin) in Wirbeltieren. Er wird von Muskeln freigesetzt und zählt daher zu den Myokinen. Er wurde 2012 von einem Forscherteam der Harvard University in Boston beschrieben und nach der griechischen Götterbotin Iris benannt.
Bei körperlicher Aktivität werden in den Muskelzellen einzelne Proteine vermehrt gebildet, darunter das Protein FNDC5 (fibronectin type III domain containing protein 5). FNDC5 ist ein Membranprotein, dessen extrazelluläre Domäne nach dem Transport zur Zellmembran proteolytisch aktiviert und als Irisin sezerniert wird. Ebenso finden sich in Muskelzellen erhöhte FNDC5-Spiegel bei erhöhter Expression von PGC-1α (proliferator-activated receptor γ coactivator 1α), das bedeutsam für die Homöostase im Blutzucker-, Fettstoffwechsel- und Energie-Haushalt ist. Transgene Mäuse mit dauerhafter PGC-1α-Bildung in ihren Muskelzellen waren resistent gegen alterabhängiges Übergewicht und Diabetes mellitus und hatten eine höhere Lebenserwartung. Diese Wirkung des PGC-1α erfolgt u. a. über den Botenstoff Irisin.
Irisin löst die Transformation weißer Fettzellen in solche mit einem Phänotyp brauner Fettzellen aus („brown-in-white“ oder „brite“ Fettzellen), mit vermehrter Expression des für braune Fettzellen typischen Protein UCP1 (uncoupling protein 1, auch Thermogenin genannt). Die vermehrte Expression dieses Proteins in Fettzellen führt zu einer vermehrten Energiefreisetzung und Wärmeerzeugung und damit auch zu einem leichten Gewichtsverlust, einem vermehrten Gesamtenergiebedarf und einer verbesserten Glukosetoleranz.
Die Irisin-Proteine der Maus und des Menschen sind identisch. Beim Menschen stieg der Irisin-Spiegel nach zehn Wochen regelmäßiger körperlicher Aktivität auf das Doppelte. Es wird bereits über eine Irisin-Therapie in Form einer exercise pill (auch exercise mimetic genannt) spekuliert. Eine deutsche Studie von 2013 stellt die Ergebnisse der amerikanischen Studie in Frage, die stark erhöhten Irisin-Spiegel bei Sportlern seien eher auf eine Veränderung der Blutproben während der Lagerung zurückzuführen. Zumindest zeigt die deutsche Studie mit einer größeren Zahl von Probanden keine statistisch signifikanten Veränderungen von Irisin durch sportliche Betätigung im Vergleich zu einer Kontrollgruppe.
Eine 2015 publizierte Studie, die den Western Blot zum Irisin-Nachweis einsetzte, legt nahe, dass bisherige, auf dem ELISA basierende Untersuchungen zu falsch-positiven Ergebnissen führten, und Irisin beim Menschen und untersuchten Nutztieren keine physiologische Bedeutung hat. Dieser Befund deckt sich zumindest teilweise mit einer nachfolgenden Metaanalyse, in der bisherige Studien systematisch miteinander verglichen und ausgewertet wurden. Während randomisierte kontrollierte Studien hier eher eine tendenzielle Abnahme der Irisin-Werte durch regelmäßige sportliche Betätigung nahelegten, wiesen nicht-randomisierte Studien ein uneinheitliches Bild auf.
Ein weiteres Review von 2015 stellt erhöhte Konzentrationen von Irisin bei Menschen mit Adipositas fest. Gleichbleibend hohe Irisinspiegel fördern eine Wiederzunahme nach Gewichtsabnahme (Diät/Operation). Abnahmen des Irisinspiegels sollen mit einer Stabilisierung der Gewichtsreduktion einhergehen. Irisin könnte, von Fettzellen sezerniert, eine Anpassungsreaktion auf mit Adipositas einhergehenden Stoffwechselstörungen oder sogar die Ursache dieser Störung sein. Des Weiteren könnte es bei Adipositas eine Irisinresistenz geben, die die Umwandlung von weißem in beiges Fettgewebe verhindert. Weitere Studien zur Klärung der Rolle von Irisin seien nötig.
Eine im August 2015 publizierte Studie bestätigte die Existenz von Irisin mittels Tandem-Massenspektrometrie. 2021 bestätigte eine Studie mittels Knockout-Mäusen und künstlicher Erhöhung des Irisinspiegels, dass Irisin neurobiologische Vorteile von Sport für das Gehirn vermittelt. Das Regulierungssystem wird daher für mögliche Interventionen zur Verbesserung kognitiver Funktionen – etwa im Alter und zusätzlich zu Sport – oder zur Linderung der Alzheimer-Krankheit untersucht.